# 罷工 (電影)
《罷工》（俄语：Стачка；轉寫：Stachka），為蘇聯電影導演謝爾蓋·艾森斯坦的第一部作品，保留許多艾森斯坦的個人色彩，描述底層勞工如何展開罷工行動。其中著名片段為以屠殺毫無抵抗的沉默牛隻來評論殺戮工人的舉動。他在本片認為資本主義是毫無人性的。

## 外部連結
- 互联网电影数据库（IMDb）上《罷工》的资料（英文）
- AllMovie上《罷工》的资料（英文）